# Heterospilus gossypii
Heterospilus gossypii är en stekelart som beskrevs av Muesebeck 1937. Heterospilus gossypii ingår i släktet Heterospilus och familjen bracksteklar. Inga underarter finns listade i Catalogue of Life.